# انحياز التأثير
يكون انحياز التأثير في علم نفس التكهن العاطفي الذي يتمثل في تحيز الثبات وهو ميل الناس إلى المبالغة في تقدير طول أو شدة الحالات العاطفية المستقبلية.

## مثال
في جيلبيرت وآخرون عام 1998 كانت هناك دراسة أجريت على الأفراد المشاركين في مقابلة عمل. تم تقسيم المشاركين إلى مجموعتين. حالة القرار غير العادل (حيث يُترك قرار التعيين لطالب ماجستير إدارة أعمال واحد يتمتع بسلطة فردية للاستماع إلى المقابلة) وحالة القرار العادل (حيث تم اتخاذ القرار من قبل فريق من طلاب ماجستير إدارة الأعمال الذين يتوجب عليهم اتخاذ القرار بشكل مستقل وجماعي حيال مصير الشخص المستجوب). ثم بعد ذلك تم اختيار عدد من المشاركين لتوقع ما سيكون شعورهم في حال تم اختيارهم أو لم يتم اختيارهم للوظيفة وذلك مباشرةً بعد إعلامهم إن كانوا قد قُبلوا في العمل فعلاً أم لا ومن ثم طُلب منهم تحديد شعورهم بعد عشر دقائق من سماع الخبر. تم إعطاء جميع المشاركين بعد المقابلة رسائل لإعلامهم أنه لم يتم اختيارهم لهذا المنصب. طُلب من جميع المشاركين بعد ذلك ملء استبيان يوضح مستوى سعادتهم الحالي. ثم بعد الانتظار لمدة عشر دقائق قدم المجرب لجميع المشاركين استبيان آخر طلب منهم فيه مرة أخرى الإبلاغ عن مستوى سعادتهم الحالي. كانت التنبؤات التي أدلى بها المشاركون في كلتا المجموعتين غير النزيهة والعادلة متشابهة فيما يتعلق بما سيشعرون به فورًا بعد سماع الأخبار وبعد عشر دقائق. توقعت المجموعتان بدقة كيف سيكون شعورهما فور سماع الخبر. أظهرت الدراسة أن كلا المجموعتين شعرتا بتحسن كبير عما توقعته في الأصل بعد عشر دقائق، مما يدل على انحياز التأثير.

## الأسباب
تتضمن توضيحات حدوث انحياز التأثير ما يلي: 
سوء فهم الأحداث المستقبلية: عند التنبؤ كيف ستؤثر تجربة ما علينا عاطفياً فإن الأحداث التي لم تتم تجربتها صعبة بشكل خاص. في كثير من الأحيان كيف نعتقد أن الحدث سيكون لا علاقة له بما يكون عليه الحدث فعلاً.
نظريات غير دقيقة: ابتكر الناس نظريات ثقافية ولهم تجارب فيها تؤثر بشكل كبير على المعتقدات حول كيفية تأثير الحدث علينا. على سبيل المثال، أكدت ثقافتنا على وجود علاقة بين الثروة والسعادة وعلى الرغم من هذا الاعتقاد فإن المال لا يجلب السعادة بالضرورة.
التشويهات المحفزة: عند مواجهة حدث سلبي فقد يكون لدى الأشخاص توقعات مبالغ فيها ويمكن أن تثير الراحة أو الخوف في الوقت الحالي. ومع ذلك فإنه يمكن استخدام التقدير الزائد في كثير من الأحيان لتخفيف آثار حدث ما أو جعله أسهل من الواقع الذي لا يكون شديداً مثل التأثير المتوقع.
تحت التصحيح (ترسيخ وتعديل): يرتكز الناس على تنبؤاتهم حول ما يشعرون به حاليًا ولا يعدلون توقعاتهم بدقة.
التركيز: غالباً ما يكون التركيز على الحدث المعني عند تنبؤ تأثيرات الحدث هذا يؤدي إلى تجاهل حقيقة أنه مع مرور الوقت ستجري أحداث أخرى تؤثر على السعادة.
الإهمال المناعي: لدينا عمليات نفسية غير واعية مثل الدفاع عن الأنا، وتقليل التنافر، والتحيزات التي تخدم الذات وما إلى ذلك والتي من شأنها تخفيف آثار الحدث السلبي.

## التطور لدى الأطفال
تشير الدلائل الحديثة إلى أن الأطفال الذين تتراوح أعمارهم بين 3 و 4 و 5 سنوات يظهرون تحيزاً مؤثراً لشدة عواطفهم السلبية المستقبلية، ولكن ليس عواطفهم المستقبلية الإيجابية.